# Silene kucukodukii
Silene kucukodukii är en nejlikväxtart som beskrevs av Bagci och Uysal. Silene kucukodukii ingår i släktet glimmar, och familjen nejlikväxter. Inga underarter finns listade i Catalogue of Life.